# Монте Карболи (Маса-Карара)
Монте Карболи је насеље у Италији у округу Маса-Карара, региону Тоскана.
Према процени из 2011. у насељу је живело 37 становника. Насеље се налази на надморској висини од 576 м.